# バージナハール
バージナハール（Burj Nahaar、アラビア語: برج نهار ブルジュ・ナハール）とはドバイレーシングクラブがメイダン競馬場のダート1600mで施行する競馬の国際競走である。バージュナハールと表記される場合もある。

## 概要
ドバイレーシングカーニバルに指定され、スーパーサタデーの第5競走に施行されている。

## 歴代優勝馬
※馬齢表記は北半球の基準で表記。
| 回数   | 施行日        | 調教国・優勝馬     | 日本語読み               | 性齢 | タイム  | 優勝騎手       | 管理調教師         |
| ------ | ------------- | ------------------ | ------------------------ | ---- | ------- | -------------- | ------------------ |
| 第1回  | 2002年2月24日 | Conflict           | コンフリクト             | 牡6  | 1:36.89 | T.ダ―カン      | N.ロブ             |
| 第2回  | 2003年3月8日  | Imtiyaz            | イムティヤズ             | 牡4  | 1:37.43 | L.デットーリ   | S.ビン・スルール   |
| 第3回  | 2004年3月8日  | Cherry Pickings    | チェリーピッキングス     | 騸7  | 1:36.64 | R.ムーア       | M.アル・クルディ   |
| 第4回  | 2005年3月5日  | Jack Sullivan      | ジャックサリヴァン       | 騸4  | 1:37.70 | E.アハーン     | G.バトラー         |
| 第5回  | 2006年3月2日  | Marbush            | マーブッシュ             | 牡5  | 1:35.79 | J.ムルタ       | D.セルヴァラトナム |
| 第6回  | 2007年3月1日  | Boston Lodge       | ボストンロッジ           | 騸7  | 1:35.86 | E.アハーン     | D.ワトソン         |
| 第7回  | 2008年3月6日  | Elusive Warning    | イルーシヴウォーニング   | 牡4  | 1:35.43 | K.マカヴォイ   | S.ビン・スルール   |
| 第8回  | 2009年3月5日  | Snaafy             | スナーフィー             | 牡5  | 1:37.00 | R.ヒルズ       | M.アル・ムハイリ   |
| 第9回  | 2010年3月4日  | Cat Junior         | キャットジュニア         | 牡5  | 1:35.95 | R.ヒルズ       | B.ミーハン         |
| 第10回 | 2011年3月3日  | Mendip             | メンディップ             | 牡4  | 1:36.77 | L.デットーリ   | S.ビン・スルール   |
| 第11回 | 2012年3月10日 | African Story      | アフリカンストーリー     | 騸5  | 1:35.93 | L.デットーリ   | S.ビン・スルール   |
| 第12回 | 2013年3月9日  | African Story      | アフリカンストーリー     | 騸6  | 1:36.89 | M.バルザローナ | S.ビン・スルール   |
| 第13回 | 2014年3月8日  | Shuruq             | シュルーク               | 牝4  | 1:36.34 | M.バルザローナ | S.ビン・スルール   |
| 第14回 | 2015年3月7日  | Tamarkuz           | タマクーズ               | 牡5  | 1:37.31 | P.ハナガン     | M.アル・ムハイリ   |
| 第15回 | 2016年3月5日  | Cool Cowboy        | クールカウボーイ         | 牡5  | 1:36.43 | P.ドッブス     | D.ワトソン         |
| 第16回 | 2017年3月4日  | Heavy Metal        | ヘビーメタル             | 騸7  | 1:37.19 | M.バルザローナ | S.ビン・ガデイヤー |
| 第17回 | 2018年3月10日 | Kimbear            | キンベアー               | 牡4  | 1:36.81 | P.ドッブス     | D.ワトソン         |
| 第18回 | 2019年3月9日  | Muntazah           | ムンタザー               | 騸6  | 1:34.99 | J.クローリー   | D.ワトソン         |
| 第19回 | 2020年3月7日  | Salute The Soldier | サルートザソルジャー     | 騸5  | 1:37.27 | A.デフリース   | F.ナス             |
| 第20回 | 2021年3月6日  | Midnight Sands     | ミッドナイトサンズ       | 牡5  | 1:35.78 | P.ドッブス     | D.ワトソン         |
| 第21回 | 2022年3月5日  | Desert Wisdom      | デザートウィズダム       | 騸4  | 1:37.17 | A.de Vries     | A Al Shemaili      |
| 第22回 | 2023年3月4日  | Discovery Island   | ディスカバリーアイランド | 騸6  | 1:36.98 | J.ドイル       | B.シーマー         |
| 第23回 | 2024年3月2日  | Laurel River       | ローレルリバー           | 牡6  | 1:36.90 | T.オシェア     | B.シーマー         |
| 第24回 | 2025年3月1日  | Fort Payne         | フォートペイン           | 牡7  | 1:36.89 | D.マクモナグル | N.コルリー         |